# Paddy Kelly
Michael Patrick "Paddy" Kelly (5 de diciembre de 1977, Dublín) es un cantante, músico y compositor estadounidense de origen irlandés. Es mejor conocido como el tercer miembro más joven de la multi-premiada banda de música pop-folk The Kelly Family, con más de 20 millones de discos vendidos. Es uno de los artistas (junto a su familia) de mayor éxito comercial en Europa de mediados de la década de 1990. Paddy publicó en 2003 su debut en solitario, y posteriormente se retiró a un convento en Francia. Después de seis años de ausencia en los medios de comunicación, se reincorporó al negocio de la música en 2010 y se dedicó especialmente a la música pop cristiana. Es Católico.

## Biografía
Paddy Kelly nació como el décimo hijo del maestro estadounidense Daniel Jerome Kelly y el sexto hijo de la bailarina norteamericana Barbara Ann en una caravana en Dublín. Con cuatro de sus hermanos comparte Padre y con otros siete padre y madre (ya que su padre Daniel Jerome Kelly estuvo casado anteriormente). Después de la muerte de su madre en 1982, su padre paso por problemas con el alcohól, y la familia vivía en la pobreza. A partir de 1984, comenzó a cantar por las calles con sus hermanos. Paddy Kelly, al igual que sus hermanos no asistió a la escuela nunca ya que su padre (profesor de profesión) le enseñaba todo. Además de Inglés y alemán, habla francés, español y holandés.
A la edad de 15 años, compuso la canción Un ángel, que significó la fama para la familia en 1994. El sencillo alcanzó la primera posición entre otros en Austria y # 2 en las listas alemanas y suizas. En Alemania, estuvo un total de 11 semanas en el Top 10 y 27 semanas en el Top 100. Debido a sus estilos de vida alternativos y su apariencia hippie, la familia también se enfrenta a amenazas y un blanco de burla y al ridículo. Como miembro más popular entre las fanes, Paddy Kelly se convirtió en el líder del grupo. Durante varios años, no fue posible para él moverse en público sin la compañía de varias fuerzas de seguridad.
En la banda tocaba principalmente la guitarra, guitarra eléctrica, bajo, piano y teclado, pero aprendió más instrumentos como percusión y la armónica entre otros. 

### Debut en solitario y la conversión a la fe cristiana
Paddy Kelly fue bautizado católico y educado, pero sin practicar su fe. Tuvo un periodo de crisis personal, que fue acompañada por pensamientos suicidas y un sentimiento de vacío interior, fue entonces cuando Kelly comenzó a leer la Biblia. Buscando respuestas a preguntas de la vida. También trató el Corán y el budismo. Un documental sobre el Santuario de Lourdes le llevó en 1999 a una peregrinación a la que definió como la fecha de su conversión. En 2000, asistió a la Jornada Mundial de la Juventud en Roma y la parte del Festival de la Juventud Católica en Medjugorje. En 2002, él se dejó cortar el pelo  algo que fue un rasgo característico visual desde su nacimiento para el y toda su familia. En noviembre del mismo año su padre murió como consecuencia de una hemorragia cerebral. 
El 17 de marzo de 2003 Kelly publica en Universal Music su álbum debut como solista, que alcanzó el puesto número 13 en las listas alemanas. El álbum fue recibido positivamente. En mayo de 2003 el sencillo When You Sleep alcanzó la posición 45 en Alemania.
En 2004, Kelly se retiró de la vida pública y vivió como un hermano en el monasterio católico de la Orden de la Comunidad de San Juan en la Borgoña francesa. Allí recibió el nombre de fray Juan Pablo María, después del noviciado pasó los votos y pasó cuatro años estudiando filosofía y un año de teología. En 2008 se encontraba en Medjugorje y el festival de la juventud católica de la Comunidad del Emmanuel en Altötting, francés Paray-le-Monial y en Marija Bistrica en Zagreb como invitado. Al año siguiente se trasladó a un convento de la comunidad de San Juan en Bélgica.
"Hemos soñado con tener un montón de casas, cantar en grandes estadios, vivir en un barco y vivir en un castillo. Ninguno de estos deseos me llenó. Lo que realmente importa en la vida, no se puede pagar con dinero. Cada uno de nosotros llega al punto donde se pregunta: ¿De dónde vengo? ¿Qué estoy haciendo aquí? ¿A dónde voy? Después de esto yo tengo fe en que Jesús es mi Señor y mi todo, me ha dado una respuesta ".

### Vuelta a la industria de la música
En noviembre de 2010 Paddy Kelly salió por motivos de salud de la comunidad religiosa. La experiencia en el monasterio fue descrita en retrospectiva como el más extraordinario momento de su vida.
En 2011 inició la gira de Navidad Noche de paz - una historia musical de Navidad que le llevó junto a sus hermanos Patricia, Pablo, Joey y Kathy por todas partes del territorio federal. Él describió este proyecto como una forma de fe y arte juntos. La historia tradicional de Navidad fue el escenario de la programación musical, los villancicos nacionales e internacionales incluidos. En diciembre del año siguiente, la gira fue doce conciertos y un concepto similar continuado.
En mayo y junio de 2012 Paddy Kelly llegó con su proyecto en solitario llamado Ágape en diez iglesias alemanas, acompañado por músicos de diferentes culturas y con la participación de sacerdotes activos localmente. Conciertos con entradas agotadas, presentó principalmente canciones espirituales que había compuesto durante su estancia en el monasterio. La gira fue apoyado por Bonifacio de los católicos alemanes.
El 13 de abril de 2013 Paddy Kelly se casó con su novia de la infancia, la periodista belga  Joelle Verreet. La boda tuvo lugar la abadía de 800 años de antigüedad de Ballintubber en Irlanda.
Desde el verano de 2013 a octubre de 2014 Paddy Kelly giró como parte de su gira "unplugged" en solitario y varios conciertos en una escala más pequeña. Estos conciertos encuentran entre otros en Theatersäälen en varios países europeos y en su lugar se cantaron canciones clásicas de The kelly family, de su primer álbum en solitario "in exile" (2003) y versiones.

## Compromiso social
En vista de la inminente guerra en Irak Kelly viajó en marzo de 2003 con una delegación de paz a los EE.UU. y tomó parte en una manifestación de protesta frente a la Casa Blanca en Washington, DC. Durante la manifestación por la paz al frente del edificio principal de las Naciones Unidas en la ciudad de Nueva York, fue detenido junto con otros 40 activistas por la paz, debido a la acción de desobediencia civil, pero fue puesto en libertad después de la identificación de la información personal y de varias horas en la cárcel. En julio de 2004, apareció en el internacional Festival Zelt-Musik de Friburgo con artistas como Nina Hagen y Rabih Abou-Khalil, concierto en beneficio de Bagdad. Desde 2012, es embajador de organización de ayuda humanitaria Caritas Internacional. Él apoya, entre otros proyectos la ayuda en Etiopía, que visitó en marzo. Con este fin, donó un tercio de los ingresos de las entradas de su gira iglesia.

### Proyecto de Arte por la Paz
Con la intención de "encontrar un camino hacia la paz interior", Kelly comenzó a temprana edad con la pintura. En septiembre de 2012, presentó al público por primera vez una selección de su obra de 1990 a 2012, imágenes bajo el título de Arte de la Paz por el residente en Fulda Galería de Imágenes Fuchs. Una parte de los ingresos de las entradas de los eventos y la venta de los carteles firmados, sería para los damnificados por Haití y en beneficio de Guinea-Bissau. En mayo de 2013 se repite el evento de una manera similar en el búnker Church Düsseldorf. Al mismo tiempo tuvo su primera exposición individual en la LV 1871 Munich.
- Datos: Q2045848
- Multimedia: Michael Patrick Kelly / Q2045848